# Natalya
Natalya (tiếng Nga: Наталья) tên tiếng Nga của Natalia.

## Người tên Natalya
- Natalya Akhrimenko (sinh 1955), vận động viên đẩy tạ Nga
- Natalya Donchenko (sinh 1932), vận động viên trượt băng tốc độ Liên Xô
- Natalya Estemirova (1958–2009), nhà hoạt động nhân quyền Nga
- Natalya German (sinh 1963), vận động viên chạy Liên Xô
- Natalya Gorbanevskaya (1936–2013), nhà thơ, dịch giả, nhà hoạt động dân quyền Nga
- Natalya Melikyan (1906–1989), nhà khoa học Armenia
- Natalya Meshcheryakova (sinh 1972), vận động viên bơi tự do Nga
- Natalya Neidhart (sinh 1982), đô vật chuyên nghiệp Canada
- Natalya Snytina (sinh 1971), vận động viên hai môn phối hợp Nga
- Natalya Sutyagina (sinh 1980), vận động viên bơi bướm Nga
- Natalya Yermolovich (sinh 1964), vận động viên ném lao Liên Xô
- Natalya Zabolotnaya (sinh 1985), lực sĩ cử tạ Nga

## Nhân vật hư cấu
- Natalya, búp bê dòng Groovy Girls
- Natalya Simonova, Bond girl trong GoldenEye